# Cereophagus
Cereophagus là một chi bướm đêm thuộc họ Crambidae.